# (31737) Carriecoombs
1999 JT75 (asteroide 31737) é um asteroide da cintura principal. Possui uma excentricidade de 0.07812590 e uma inclinação de 6.00493º.
Este asteroide foi descoberto no dia 10 de maio de 1999 por LINEAR em Socorro.